# Alekszandr Alekszandrovics Kokorin
Alekszandr Alekszandrovics Kokorin (Oroszul: Александр Александрович Кокорин) (Moszkva, 1991. március 19. –) orosz válogatott labdarúgó, a ciprusi Árisz Lemeszú játékosa kölcsönben az olasz Fiorentina csapatától.

## Pályafutása
Kokorin az FK Lokomotyiv Moszkva ificsapatából került a Gyinamo Moszkvához 2008-ban. Az átigazolási árát nem hozták nyilvánosságra.
Szélső és csatár poszton egyaránt bevethető, erőssége, hogy mindkét lábas, univerzális játékos. 2008-ban a Fehéroroszország által szervezett korosztályos kontinensviadalon a legjobb csatárnak választották. Vezéregyénisége volt a bronzérmes U17-es orosz válogatottnak.
2008. október 4-én debütált a felnőtt csapatban, amikor a Gyinamót sérülések tizedelték. A mérkőzésen 0-1-re vezetett a Szaturn Moszkva, amikor Kokorin csereként állt be a félidőben. 18 perccel a vége előtt Kokorin kiegyenlített, a mérkőzést a Gyinamo Moszkva nyerte 2-1 arányban. Ezzel a találattal a legfiatalabb gólszerző lett az Orosz Ligában, 17 évesen és 199 naposan. 2008. november 3-án győztes gólt szerzett kezdőként a Lokomotiv Moszkva ellen, a mérkőzést 1-0-ra nyerték. Ez volt a második fellépése kezdőként a csapatban.
Szintén győztes gólt szerzett a Bajnokok Ligája selejtezőjének harmadik fordulójában a Celtic FC ellen, Glasgow-ban. 1-0-ra nyerték a mérkőzést, 2009. július 29-én.
Az FK Gyinamo Moszkva játékosaként a magyar válogatott Dzsudzsák Balázs a csapattársa volt.
2021. január 27-én az olasz Fiorentina szerződtette, ezzel a klub történelmében ő lett a második orosz labdarúgó Andrej Kancselszkisz után. 2022 augusztusában kölcsönbe került a ciprusi Árisz Lemeszú csapatához, ahol bajnoki címet nyert és a szezon legértékesebb játékosának választották meg. 2023. szeptember 5-én ismét kölcsönbe lerült egy szezonra a klubhoz.

## Karrierstatisztikák
(2018. október 17-ai adatok)
| Klub             | Osztály        | Szezon         | Liga    | Liga  | Kupa    | Kupa  | Európa  | Európa | Teljes  | Teljes |
| Klub             | Osztály        | Szezon         | Meccsek | Gólok | Meccsek | Gólok | Meccsek | Gólok  | Meccsek | Gólok  |
| ---------------- | -------------- | -------------- | ------- | ----- | ------- | ----- | ------- | ------ | ------- | ------ |
| Gyinamo Moszkva  | Premjer Liga   | 2008           | 7       | 2     | 0       | 0     | —       | —      | 7       | 2      |
| Gyinamo Moszkva  | Premjer Liga   | 2009           | 24      | 2     | 3       | 0     | 4       | 1      | 31      | 3      |
| Gyinamo Moszkva  | Premjer Liga   | 2010           | 24      | 0     | 2       | 0     | —       | —      | 26      | 0      |
| Gyinamo Moszkva  | Premjer Liga   | 2011-12        | 37      | 5     | 4       | 2     | —       | —      | 41      | 7      |
| Gyinamo Moszkva  | Premjer Liga   | 2012–13        | 22      | 10    | 1       | 0     | 3       | 3      | 26      | 13     |
| Gyinamo Moszkva  | Összesen       | Összesen       | 114     | 19    | 10      | 2     | 7       | 4      | 130     | 25     |
| Anzsi Mahacskala | Premjer Liga   | 2013–14        | 0       | 0     | 0       | 0     | 0       | 0      | 0       | 0      |
| Anzsi Mahacskala | Összesen       | Összesen       | 0       | 0     | 0       | 0     | 0       | 0      | 0       | 0      |
| Gyinamo Moszkva  | Premjer Liga   | 2013–14        | 22      | 10    | 1       | 0     | —       | —      | 23      | 10     |
| Gyinamo Moszkva  | Premjer Liga   | 2014–15        | 27      | 8     | 1       | 0     | 11      | 2      | 39      | 10     |
| Gyinamo Moszkva  | Premjer Liga   | 2015–16        | 8       | 4     | 2       | 1     | —       | —      | 10      | 5      |
| Gyinamo Moszkva  | Összesen       | Összesen       | 171     | 41    | 14      | 3     | 18      | 6      | 203     | 50     |
| Zenyit           | Premjer Liga   | 2015–16        | 10      | 2     | 2       | 1     | 2       | 0      | 14      | 3      |
| Zenyit           | Premjer Liga   | 2016–17        | 27      | 5     | 2       | 1     | 8       | 4      | 38      | 10     |
| Zenyit           | Premjer Liga   | 2017–18        | 22      | 10    | 0       | 0     | 13      | 9      | 35      | 19     |
| Zenyit           | Premjer Liga   | 2018–19        | 3       | 0     | 1       | 1     | 1       | 1      | 5       | 2      |
| Zenyit           | Összesen       | Összesen       | 62      | 17    | 5       | 3     | 24      | 14     | 92      | 34     |
| Teljes karrier   | Teljes karrier | Teljes karrier | 233     | 58    | 19      | 6     | 42      | 20     | 295     | 84     |

### A válogatottban
Kokorin tagja volt az orosz U21-es válogatottnak, amely kijutott a 2011-es U21-es labdarúgó-Európa-bajnokságra. 2011 novemberében meghívót kapott az Orosz válogatottba, ahol be is mutatkozott Görögország ellen egy barátságos mérkőzés keretében.

## Sikerei, díjai
- Zenyit
  - Orosz bajnok: 2018–19
  - Orosz kupa: 2015–16
  - Orosz szuperkupa: 2016
- Árisz Lemeszú
  - Ciprusi bajnok: 2022–23